# ورا یوروا
ورا یوروا (انگلیسی: Věra Jourová؛ زادهٔ ۱۸ اوت ۱۹۶۴) سیاست‌مدار و وکیل اهل جمهوری چک است که از ۲۰۱۹ تا ۲۰۲۴ به عنوان معاون رئیس کمیسیون اروپا در امور ارزش‌ها و شفافیت خدمت کرد، و همچنین از ۲۰۱۴ تا ۲۰۱۹ به عنوان کمیسیونر اروپایی در امور عدالت، مصرف‌کنندگان و برابری جنسیتی فعالیت داشت. او بین سال‌های ۲۰۱۳ تا ۲۰۱۴ عضو مجلس نمایندگان بود و در سال ۲۰۱۴ وزیر توسعه منطقه‌ای جمهوری چک شد.
در سال ۲۰۱۹، مجله تایم ژوروا را در فهرست ۱۰۰ فرد تأثیرگذار سال خود قرار داد و نقش او در پذیرش مقررات عمومی حفاظت از داده اتحادیه اروپا و حقوق جدید حریم خصوصی به عنوان کمیسیونر اروپایی را برجسته کرد.

## زندگی‌نامه و تحصیلات
ژوروا در ترژبیچ در استان ویسوچینا بزرگ شد، جایی که والدینش، یک معلم کودکستان و یک فروشنده غذا، یک گروه موسیقی محلی را اداره می‌کردند. او انسان‌شناسی فرهنگی را در دانشگاه کارل در پراگ تحصیل کرد، در حالی که دو فرزند خود را بزرگ می‌کرد. پس از فارغ‌التحصیلی، به کار در دفتر شهری ترژبیچ بازگشت. در سال ۲۰۱۲، ژوروا با مدرک کارشناسی ارشد از دانشکده حقوق دانشگاه کارل فارغ‌التحصیل شد.